# Armin Niederer
Armin Niederer (Wolfhalden, 28 februari 1987) is een Zwitserse freestyleskiër. Hij vertegenwoordigde zijn vaderland op de Olympische Winterspelen 2014 in Sotsji en op de Olympische Winterspelen 2018 in Pyeongchang.

## Carrière
Bij zijn wereldbekerdebuut, in januari 2007 in Flaine, scoorde Niederer direct zijn eerste wereldbekerpunten. In februari 2009 behaalde hij in Cypress Mountain zijn eerste toptienklassering in een wereldbekerwedstrijd, een maand later stond de Zwitser in La Plagne voor de eerste keer op podium van een wereldbekerwedstrijd. Tijdens de wereldkampioenschappen freestyleskiën 2009 in Inawashiro eindigde Niederer als negentiende op de skicross.
In Deer Valley nam de Zwitser deel aan wereldkampioenschappen freestyleskiën 2011, op dit toernooi eindigde hij op het onderdeel skicross op de negende plaats. Op 8 december 2012 boekte hij in Nakiska zijn eerste wereldbekerzege. Op de wereldkampioenschappen freestyleskiën 2013 in Voss wist Niederer niet te finishen op de skicross. Tijdens de Olympische Winterspelen van 2014 in Sotsji eindigde de Zwitser als zevende op de skicross.
In Kreischberg nam hij deel aan de wereldkampioenschappen freestyleskiën 2015. Op dit toernooi eindigde hij als zevende op het onderdeel skicross. Op de wereldkampioenschappen freestyleskiën 2017 in de Spaanse Sierra Nevada eindigde Niederer als twintigste op de skicross. Tijdens de Olympische Winterspelen van 2018 in Pyeongchang eindigde de Zwitser als vijfde op de skicross.

## Resultaten

### Olympische Spelen
| Jaar | Plaats      | Resultaten  |
| ---- | ----------- | ----------- |
| 2014 | Sotsji      | 7e Skicross |
| 2018 | Pyeongchang | 5e Skicross |

### Wereldkampioenschappen
| Jaar | Plaats        | Resultaten   |
| ---- | ------------- | ------------ |
| 2009 | Inawashiro    | 19e Skicross |
| 2011 | Deer Valley   | 9e Skicross  |
| 2013 | Voss          | DNF Skicross |
| 2015 | Kreischberg   | 7e Skicross  |
| 2017 | Sierra Nevada | 20e Skicross |

### Wereldbeker
Eindklasseringen
| 2006/2007 | 151e | 39e      |           |      |     |
| 2007/2008 | 161e | 51e      |           |      |     |
| 2008/2009 | 36e  | 11e      |           |      |     |
| 2009/2010 | 48e  | 14e      |           |      |     |
| 2010/2011 | 37e  | 11e      |           |      |     |
| 2011/2012 | 42e  | 12e      |           |      |     |
| 2012/2013 | 8e   | Zilver   |           |      |     |
| 2013/2014 | 22e  | 5e       |           |      |     |
| 2014/2015 | 67e  | 21e      |           |      |     |
| 2015/2016 | 51e  | 11e      |           |      |     |
| 2016/2017 | 27e  | 5e       |           |      |     |
| 2017/2018 | 61e  | 13e      |           |      |     |
| 2018/2019 | 151e | 32e \\|- | 2019/2020 | 156e | 36e |

Wereldbekerzeges
| Datum            | Plaats      | Onderdeel |
| ---------------- | ----------- | --------- |
| 8 december 2012  | Nakiska     | Skicross  |
| 19 december 2012 | Val Thorens | Skicross  |
| 14 januari 2017  | Watles      | Skicross  |